# Capriccio op Engelse thema's
Capriccio op Engelse thema's is een compositie van Boris Tsjajkovski. Het werk laat een verdere ontspanning in de muziek van Tsjajkovski horen, de teugels van de muziekunie in de Sovjet-Unie werden gevierd. De vrijheid is niet alleen te herkennen in de muziek, maar ook in de bron. Thema’s uit een Westers land lagen toch wat moeilijk in het gesloten systeem van de Sovjet-Unie. Tsjajkovski gebruikte in dit capriccio thema's uit de Engelse en Schotse volksmuziek. De compositie kwam tot stand onder aanmoediging van de dirigent Aleksandr Gauk, die eerder werken van deze componist een eerste uitvoering gaf. De eerste uitvoering van dit werk werd dan ook gegeven onder leiding van Gauk, door het Groot Symfonieorkest van de Russische Radio in een radio-uitzending in 1954.
Het eendelige werk is geschreven voor:
- 3 dwarsfluiten waarvan 1 ook piccolo, 3 hobo’s waarvan 1 ook althobo, 2 klarineten, 2 fagotten
- 4 hoorns, 3 trompetten, 3 trombones, 1 tuba
- pauken, triangel, tamboerijn, kleine trom, bekkens, grote trom, xylofoon, 1 harp
- violen (14 eerste, 12 tweede), 10 altviolen, 8 celli, 6 contrabassen (er werden minder strijkinstrumenten voorgeschreven dan in andere Tsjajkovski-composities)

## Discografie
- Uitgave: Northern Flowers: Radiosymfonieorkest Moskou o.l.v. Gauk uit 1954.